# Adrian Zieliński

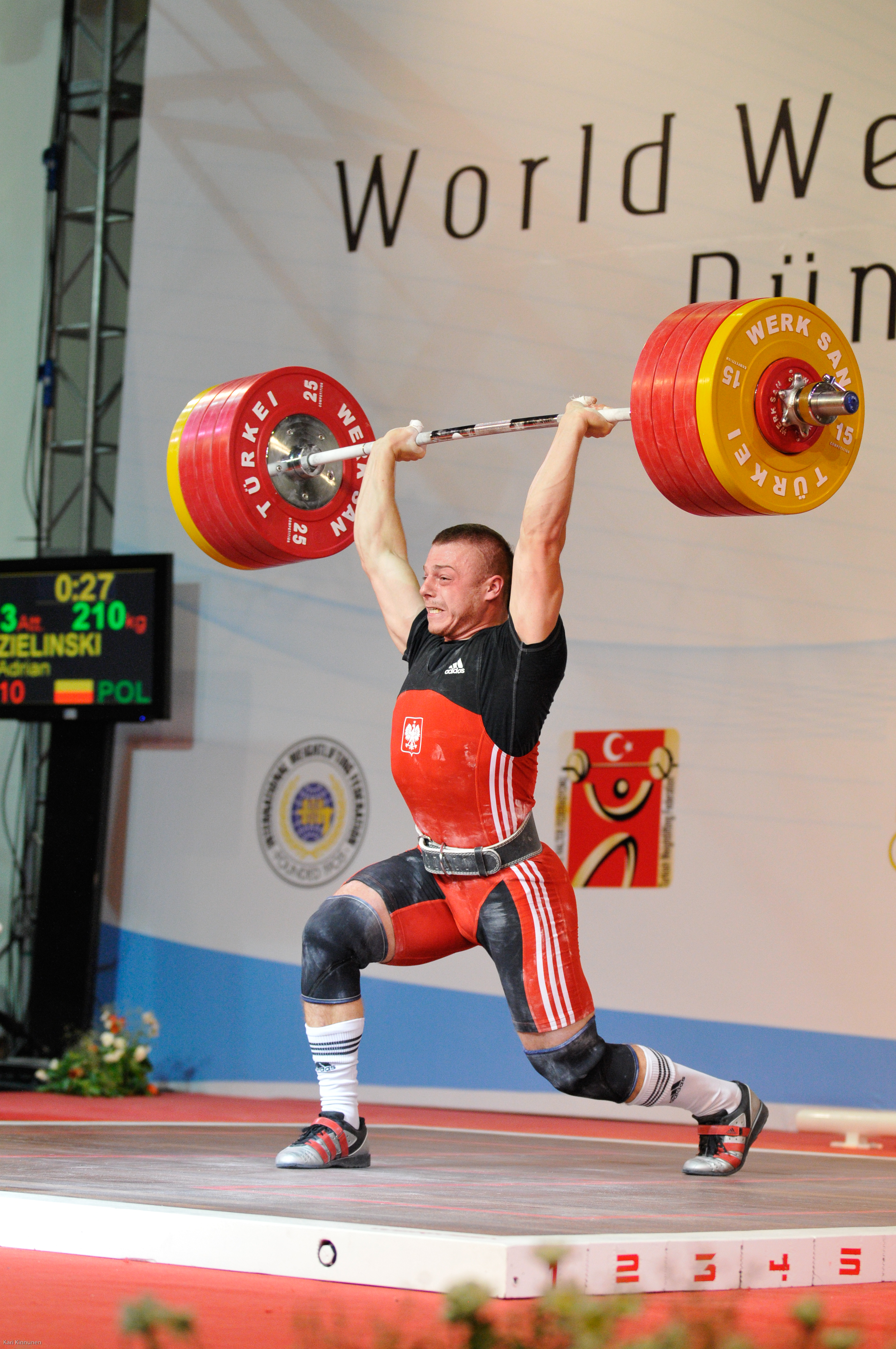
Adrian Zieliński bei den Weltmeisterschaften 2010

Adrian Edward Zieliński (* 28. März 1989 in Nakło nad Notecią) ist ein polnischer Gewichtheber. Er wurde 2010 Weltmeister im Zweikampf im Leichtschwergewicht und 2012 Olympiasieger im Gewichtheben in der Klasse bis 85 kg.

## Werdegang
Adrian Zieliński begann als Jugendlicher mit dem Gewichtheben. Er gehört dem Sportklub MGLKS Tarpan Mrocza an und wird von Ireneusz Chelmowski trainiert. Sein um ein Jahr jüngerer Bruder Tomasz Zieliński ist ebenfalls ein erfolgreicher Gewichtheber. Adrian Zieliński startet für den Chemnitzer Athletenklub auch in der deutschen Bundesliga.
Im Jahre 2006 startete er als Siebzehnjähriger erstmals bei der polnischen Meisterschaft der Senioren und erreichte dabei im Leichtschwergewicht mit 330 kg (150–180) auf Anhieb den 3. Platz. Im gleichen Jahr belegte er bei der Junioren-Europameisterschaft (U 18) in Landskrona im Mittelschwergewicht mit 312 kg (144–168) den 2. Platz. Den gleichen Platz errang er auch bei der Junioren-Europameisterschaft (U 20) im Jahre 2007 in Puerto de la Cruz, Spanien, wo er im Leichtschwergewicht 347 kg (157–190) erzielte.
2008 wurde er im Leichtschwergewicht mit 347 kg (162–185) polnischer Vizemeister bei den Senioren. Bei der Junioren-Weltmeisterschaft (U 20) 2008 in Cali musste er im Leichtschwergewicht die Bitternis von drei Fehlversuchen im Reißen hinnehmen und blieb deshalb im Zweikampf unplatziert. Im Stoßen gewann er aber mit 190 kg noch eine Bronzemedaille. Bei der Junioren-Europameisterschaft (U 20) 2008 in Durres belegte er im Leichtschwergewicht mit 353 kg (163–190) den 2. Platz. Bei den Olympischen Spielen 2008 in Peking wurde er noch nicht eingesetzt.
Sehr erfolgreich verlief für Adrian Zieliński das Jahr 2009. Er wurde erstmals bei einer internationalen Meisterschaft bei den Senioren eingesetzt. In Bukarest kam er dabei im Leichtschwergewicht mit 363 kg auf den 5. Platz. Er gewann dort aber im Reißen mit 167 kg eine EM-Silbermedaille. Bei den Junioren (U 20) wurde er in Bukarest Weltmeister und in Landskrona Europameister im Zweikampf. Er wurde schließlich 2009 auch noch bei der Weltmeisterschaft der Senioren in Goyang eingesetzt und erzielte dort im Leichtschwergewicht 372 kg (171–201), womit er den 6. Platz belegte. Im Reißen verfehlte er dabei mit dem 4. Platz nur knapp seine erste WM-Medaille bei den Senioren.
Bei der Europameisterschaft 2010 in Minsk war er nicht am Start. Er konzentrierte sich 2010 ganz auf die Weltmeisterschaft in Antalya, wofür er sich sechs Monate lang intensiv vorbereitete. Eine Vorbereitung, die den größtmöglichen Erfolg zeitigte, denn er wurde in Antalya im Leichtschwergewicht mit der neuen persönlichen Bestleistung von 383 kg (173–210) neuer Weltmeister vor Alexei Jufkin, Russland, 380 kg u. Siarhei Lahun, Belarus, 377 kg. Er ließ auch den Olympiasieger von 2008 und Weltmeister von 2009 Lu Yong aus der Volksrepublik China hinter sich, der mit 372 kg im Zweikampf nur den 5. Platz belegte. In den Einzeldisziplinen gewann er eine WM-Silbermedaille (Reißen) und eine WM-Bronzemedaille (Stoßen).
Bei der Weltmeisterschaft 2011 in Paris konnte Adrian Zielinski seinen Weltmeistertitel von 2010 nicht verteidigen. Er kam mit 376 kg (174–202) im Zweikampf hinter Kianoush Rostami, Iran, der im Zweikampf 382 kg (173–209) schaffte und Benjamin Hennequin, Frankreich, 378 kg (170–208) auf den 3. Platz. Ausschlaggebend dafür waren zwei Fehlversuche im Stoßen mit 208 kg.
Den größten Erfolg in seiner Laufbahn feierte er dann im Jahre 2012. Er wurde in London Olympiasieger im Leichtschwergewicht. Seine Leistung betrug 385 kg (174–211) im Zweikampf. Apti Auchadow aus Russland erbrachte zwar dieselbe Zweikampfleistung, war aber 130 g schwerer als Zielinski, der damit die Goldmedaille gewann.
Am 12. August 2016 gab die Polnische Anti-Doping-Agentur bekannt, dass Zieliński aufgrund eines positiven Dopingtests während der Vorbereitung auf die Olympischen Spiele 2016 von ebendiesen ausgeschlossen wurde.

## Internationale Erfolge
| Jahr | Platz | Wettbewerb                                       | Gewichtskl.  | Ergebnis |
| ---- | ----- | ------------------------------------------------ | ------------ | --- |
| 2006 | 2.    | Junioren-EM (U 18) in Landskrona                 | Mittelschwer | mit 312 kg (144–168), hinter Saurbek Naniew, Russland, 315 kg (146–169) |
| 2006 | 7.    | Junioren-EM (U 20) in Palermo                    | Leichtschwer | mit 325 kg (150–175); Sieger: Wassili Polownikow, Russland, 351 kg (160–191) |
| 2007 | 7.    | Junioren-WM (U 20) in Prag                       | Leichtschwer | mit 331 kg (150–181); Sieger: Alexander Iwanow, Russland, 359 kg (163–196) |
| 2007 | 2.    | Junioren-EM (U 20) in Puerto de la Cruz, Spanien | Leichtschwer | mit 347 kg (157–190), hinter Artem Leonidow, Russland, 348 kg (158–190) |
| 2008 | unpl. | Junioren-WM in Cali                              | Leichtschwer | nach drei ungültigen Versuchen im Reißen; im Stoßen mit 190 kg WM-Bronzemedaille; Sieger: Alexander Iwanow, 365 kg |
| 2008 | 2.    | Junioren-EM (U 20) in Durres                     | Leichtschwer | mit 353 kg (163–190), hinter Aslan Bidejew, Russland, 371 kg (160–211) |
| 2009 | 5.    | EM in Bukarest                                   | Leichtschwer | mit 363 kg (167–196), hinter Alexei Jufkin, Russland, 369 kg (164–205), Intigam Zairow, Aserbaidschan, 368 kg (168–200), Mikalaj Nowikau, Belarus, 367 kg (166–201) u. Benjamin Hennequin, Frankreich, 366 kg (162–204) |
| 2009 | 1.    | Junioren-WM (U 20) in Bukarest                   | Leichtschwer | mit 368 kg (169–199), vor Erves Tobaku, Albanien, 362 kg u. Tomasz Zieliński, Polen, 357 kg (156–201) |
| 2009 | 1.    | Junioren-EM (U 20) in Landskrona                 | Leichtschwer | mit 362 kg (172–190), vor Apti Auchadow, Russland, 347 kg (152–195) u. Alexander Dimitrow, Bulgarien, 319 kg (144–175)                                                                                                  |
| 2009 | 6.    | WM in Goyang                                     | Leichtschwer | mit 372 kg (171–201); Sieger: Lu Yong, Volksrepublik China, 383 kg (175–208) vor Siarhei Lahun, Belarus, 380 kg (171–209)                                                                                               |
| 2010 | 1.    | WM in Antalya                                    | Leichtschwer | mit 383 kg (173–210), vor Alexei Jufkin, 380 kg (172–208), Siarhei Lahun, 377 kg (166–211), Yoelmis Hernandez, Kuba, 374 kg (164–210) und Lu Yong, 372 kg (170–202)                                                     |
| 2011 | 3.    | WM in Paris                                      | Leichtschwer | mit 376 kg (174–202), hinter Kianoush Rostami, Iran, 382 kg (173–209) und Benjamin Hennequin, Frankreich, 378 kg (170–208)                                                                                              |
| 2012 | Gold  | OS in London                                     | Leichtschwer | mit 385 kg (174–211), vor Apti Auchadow, Russland, 385 kg (175–210) und Kianoush Rostami, 380 kg (171–209) |

## WM + EM-Einzelmedaillen (Senioren)
- WM-Silbermedaillen: 2010/Reißen, 2011/Reißen
- WM-Bronzemedaillen: 2010/Stoßen
- EM-Silbermedaillen: 2009/Reißen

## Polnische Meisterschaften (Senioren)
| Jahr | Platz | Gewichtskl.  | Ergebnis                                                                                                   |
| ---- | ----- | ------------ | --- |
| 2006 | 3.    | Leichtschwer | mit 330 kg (150–180), hinter Mariusz Rytkowski, 342 kg (155–187) u.Sebastian Pawlikowski, 331 kg (151–180) |
| 2008 | 2.    | Leichtschwer | mit 347 kg (162–185), hinter Mariusz Rytkowski, 350 kg (160–190)                                           |
| 2009 | 1.    | Leichtschwer | mit 358 kg (165–193), vor Igor Wera, 298 kg (132–166)                                                      |
| 2010 | 2.    | Mittelschwer | mit 385 kg (175–210), hinter Arsen Kasabijew, 386 kg (173–213)                                             |

## Erläuterungen
- OS = Olympische Spiele, WM = Weltmeisterschaft, EM = Europameisterschaft
- Zweikampf, bestehend aus Reißen und Stoßen
- Leichtschwergewicht, bis 85 kg und Mittelschwergewicht, bis 94 kg Körpergewicht